# Buckle Island
Buckle Island ist eine unbewohnte, vulkanische Insel im Südlichen Ozean, etwa 320 Kilometer vom antarktischen Festland entfernt. Sie ist die mittlere der drei großen Balleny-Inseln und gehört zum Ross-Nebengebiet, dem von Neuseeland beanspruchten Antarktisterritorium.
Buckle Island liegt knapp südlich des südlichen Polarkreises, etwa 30 Kilometer südöstlich von Young Island sowie 85 Kilometer nordwestlich von Sturge Island. Der Insel sind im Süden einige Eilande vorgelagert, von denen Sabrina Island (3,5 km südlich) die bedeutendste ist. Auf ihr befindet sich die Notunterkunft „Sabrina Refuge“.
Buckle Island ist in Nord-Süd-Richtung etwa 24 km lang, in Ost-West-Richtung bis zu 7,5 km breit und bedeckt eine Fläche von 123,6 km². Die nahezu vollständig von Gletschern bedeckte Insel erreicht eine Höhe von 1238 Metern über dem Meer.
In den Jahren 1839 und 1899 wurden Rauchsäulen über der Insel beobachtet, die auf vulkanische Tätigkeit zurückgeführt wurden. Neuere Untersuchungen erbrachten keine Hinweise auf gegenwärtige Aktivität.
Auf Buckle wie auch auf Sabrina leben mehrere Kolonien von Adelie- (Pygoscelis adeliae) und Zügelpinguinen (Pygoscelis antarctica).